# 卡達央人
卡達央人是生活在婆羅洲汶萊、納閩、沙巴和砂拉越部分地區的馬來人，人數約24万。他們的語言與汶萊馬來語相似，在沙巴他們分布在实必丹、保佛、瓜拉班尤、吧巴。在砂拉越他們主要分布在老越县、林夢县、美里县。他們也是加里曼丹達雅克人的分支。

## 歷史
卡達央人起源不確定，一些人相信他們來自爪哇。他們在蘇丹博爾基亞時代來到汶萊，因蘇丹對爪哇族的農業技能感興趣，故從爪哇帶回一批農民並學習他們的農業技術。後來這些爪哇農民與汶萊本土馬來人通婚，形成了卡達央人。今天，大多數卡達央人是穆斯林，他們在汶萊蘇丹國時代以來接受伊斯蘭教。他們被公認為婆羅洲的土著人之一，是製造傳統藥物的專家。